# PIER
Progress In Electromagnetics Research (PIER:電磁気研究推進学会) は、米国と世界中において、工学や技術の中で特に電磁気学の理論及び応用に重点を置いた米国に本拠地を置く学術団体である。1989年に学術誌を発行し、全ての読者がインターネットを通じて無料で論文を読むことが出来る。
論文は、査読を通して精査され、採録か不採録が決められる。
論文形式は下記の通りである。
ソースファイル
使用言語は英語
電子データによる提出とし、LaTeXかDOCを選択
LaTeXの場合は図は全てEPS形式のこと
PDFファイル
英語フォント限定
図はグレースケール
全てのテキスト、数式及び図面を含むこと
このPDFが世界各国の専門家である査読者に送付される
論文登録は全てインターネットによるオンライン処理で進む。
2011年の論文編集委員長は、Prof. Weng Cho CHEW香港大学教授である。